# Olympische Jugend-Sommerspiele 2010/Teilnehmer (Swasiland)
| Gelbes Symbol für Goldmedaillen mit stilisierten Olympischen Ringen | Graues Symbol für Silbermedaillen mit stilisierten Olympischen Ringen | Braundes Symbol für Bronzemedaillen mit stilisierten Olympischen Ringen |
| ------------------------------------------------------------------- | --------------------------------------------------------------------- | ----------------------------------------------------------------------- |
| —                                                                   | —                                                                     | —                                                                       |

Die Jugend-Olympiamannschaft aus Swasiland (heute Eswatini) für die I. Olympischen Jugend-Sommerspiele vom 14. bis 26. August 2010 in Singapur bestand aus drei Athleten.

## Athleten nach Sportarten

### Leichtathletik
| Mädchen - Sanelisiwe Tsabedze 100 m: 24. Platz | Jungen - Mlandvo Shongwe 200 m: 12. Platz |

### Schwimmen
Mädchen
- Kathryn Millin
50 m Freistil: 37. Platz
50 m Schmetterling: 18. Platz